# Seseli peixoteanum
Seseli peixoteanum är en flockblommig växtart som beskrevs av Gonçalo Antonio da Silva Ferreira Sampaio. Seseli peixoteanum ingår i släktet säfferötter, och familjen flockblommiga växter. Inga underarter finns listade i Catalogue of Life.